# هریسون (نیویورک)
هریسون (به انگلیسی: Harrison) یک منطقهٔ مسکونی در ایالات متحده آمریکا است که در شهرستان وستچستر، نیویورک واقع شده‌است. هریسون ۴۴٫۹۸ کیلومتر مربع مساحت و ۲۷٬۴۷۲ نفر جمعیت دارد و ۲۱ متر بالاتر از سطح دریا واقع شده‌است.